# Sebastián Monteghirfo
Sebastián Monteghirfo Alayza (Lima, 25 de enero de 1986) es un actor peruano de cine, televisión y teatro. Es hermano menor del reportero y también actor Luigi Monteghirfo.

## Trayectoria
Monteghirfo se formó como actor en el Club de Teatro de Lima.
Debutó en la televisión en 2006 con la serie La gran sangre, donde haría el papel de un periodista de investigación al que le cortaban la lengua.
En 2008, trabajó en la serie juvenil La pre y compartió escena con otros actores nacionales, sumando el cantante de cumbia Deyvis Orosco al elenco. 
En 2013, participó en la película El evangelio de la carne. 
En 2017, inició una etapa de colaboraciones con la productora Michelle Alexander, que comenzó con la telenovela Solo una madre y que continuó con Mujercitas. 
En el 2018, obtuvo su primer rol protagónico al lado de Melissa Paredes en la miniserie Ojitos hechiceros, que se convirtió en la más vista en su horario y que lo ha hecho un galán popular, al punto que la gente lo saluda por las calles y lo llama con el nombre de su personaje: Julio César Gallardo "El Juli".
Además, en 2020, participó como antagonista en las miniseries Mi vida sin ti como Enrique Calderón y en  2022, en Maricucha como Paulo Ferrante.

## Vida privada
En 2008, contrajo una relación sentimental con la actriz Stephie Jacobs, con quien tuvo 2 hijos. Se separaron a inicios de 2022.

## Filmografía

### Series
- Acusados (2015)
- La Perricholi (2011)
- La pre (2008)
- Graffiti (2008)
- La gran sangre 3 (2006)

### Telenovelas
- Nina de azúcar (desde 2024) como Ignacio de la Torre (Rol principal).
- Los otros Concha (2024) como Heriberto Ramos Gutiérrez (Rol principal).
- Perdóname (2023) como Blass Monteverde (Rol secundario)
- Luz de luna 3 (2023) como César Díaz (Rol antagónico secundario).
- Maricucha 2 (2022 - 2023) como Paulo Ferrante (Rol antagónico principal).
- Luz de luna 2: Canción para dos (2022) como César Díaz (Rol antagónico secundario).
- Maricucha (2022) como Paulo Ferrante (Rol antagónico principal).
- Mi vida sin ti  (2020) como Enrique Calderón (Rol antagónico principal)
- Dos hermanas (2020-2021) como Ramón Araníbar (Rol protagónico).
- Ojitos hechiceros (2018-2019) como Julio César Gallardo / "El Juli" (Rol protagónico).
- Mujercitas (2017) como Gabriel Pacheco de los Ríos (Rol principal).
- Solo una madre (2017) como Rómulo de los Heros (Rol principal).
- Avenida Perú (2013) como Alfredo García (Rol principal).

### Películas
- El evangelio de la carne (2013) como Narciso (Rol principal).
- Once machos (2017) como Sebastián (Rol principal).[4][5]
- La pasión de Javier como Mario Vargas Llosa (2019)